# خوان رافاييل منديز
خوان رافاييل منديز (بالإسبانية: Juan Rafael Méndez)‏ (5 سبتمبر 1985 في المكسيك - ) هو لاعب كرة قدم مكسيكي في مركز الدفاع. لعب مع Petroleros de Salamanca C.F.C. ‏ وريبوسيروس دي لا بيداد ‏.

## وصلات خارجية
- خوان رافاييل منديز على موقع Soccerway.com (الإنجليزية)